# RA.One – Superheld mit Herz

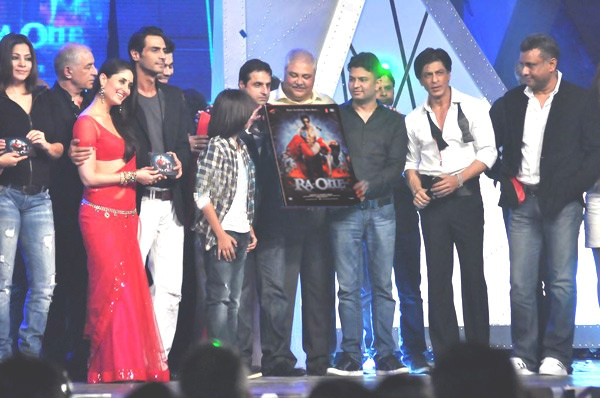
Launch von 'Ra.One' 2011

Ra.One – Superheld mit Herz (Ra.One) ist ein Action-Hindi-Film des Regisseurs Anubhav Sinha aus dem Jahr 2011 mit Shah Rukh Khan, Kareena Kapoor und Arjun Rampal in den Hauptrollen, produziert von Red Chillies Entertainment, der Produktionsfirma von Gauri Khan.
Die indische Filmpremiere war am 26. Oktober 2011 zu Beginn der Diwali-Feiertage, in Deutschland wurde der Film als Kinotour in einigen Großstädten vom 26. Oktober bis zum 6. November 2011 in Originalsprache mit englischen Untertiteln (OmU) gezeigt.

## Handlung
Der indische Familienvater Shekhar Subramaniam arbeitet in London als Game Designer bei Barron Industries, dessen Spieleentwicklerabteilung nach vielen fehlgeschlagenen Computerspielen sich nur noch durch eine sensationelle Neuentwicklung auf dem Markt halten kann. Shekhar nimmt die Idee seines 11-jährigen Sohnes auf, einen unschlagbaren Bösewicht zu erschaffen, der auch den Namen des Spiels Ra.One, Abkürzung von Random Access Version One, trägt und zugleich an den mythischen Dämonenkönig Ravaan erinnert. Die Computergrafikerin Jenny entwirft ihn gesichtslos, dem Helden des Spiels G.One (=Good One) verleiht sie jedoch das Aussehen von Shekhar. Ihr Kollege und Leveldesigner Akashi ist für die Entwicklung des H.A.R.T (Hertz Amplifying Resonance Transmitter) zuständig, welches die Figuren mit Energie versorgt.
Ra.One kann durch die neuentwickelte Technologie derselben Firma, die nicht nur sichtbare, sondern auch anfassbare Hologramme zu projizieren ermöglicht, in die Realität gelangen. Der gesichtslose Bösewicht nimmt nun die Gestalt von Akashi an und will nun das Spiel gegen Luzifer, Prateeks Avatar und Gegner aus dem ersten Testspiel, zu Ende bringen. Jeder, der sich ihm in den Weg stellt, wird eliminiert, so auch Akashi und letztendlich Shekhar, der seinen Sohn beschützen wollte. Sein Tod erscheint allen als tragischer Autounfall, nur Prateek erkennt an der Unfallstelle das Symbol von Ra.One und somit den wahren Verantwortlichen für den Tod seines Vaters. Er kann wenigstens die Computerprogrammiererin Jenny von seiner Theorie überzeugen und gemeinsam kopieren sie Ra.Ones Vorgehensweise, um G.One als dessen ebenbürtigen Gegner zu materialisieren. Letztendlich kann G.One Prateek vor dem Superschurken beschützen und durch eine Explosion vernichten.
Prateeks Mutter Sonia beschließt nach dem Verlust ihres Mannes, sofort nach Indien zurückzukehren. Ihr Sohn überredet sie, G.One mitzunehmen, welcher jedoch viel Verwirrung stiftet, denn einerseits ähnelt er äußerlich Shekhar bis aufs Haar, andererseits hat er noch große Schwierigkeiten, sich wie ein Mensch zu benehmen. In Sicherheit wähnend haben sie sich in Mumbai allmählich eingewöhnt und wollen Prateeks Geburtstagsfeier nachholen, doch dort taucht plötzlich der totgeglaubte Ra.One in neuer Gestalt auf, der aufgrund des unzerstörten H.A.R.T.s sich wieder zusammensetzen konnte und dieses wegen der Power-ups wieder zurückhaben möchte.
Ra.One gelingt es, Sonias Gedanken zu manipulieren, die somit in seinem Auftrag Prateek in einer weit entfernten Fabrik einsperrt, anschließend einen Zug entführt und diesem zum Entgleisen bringen soll. G.One kann zwar die Fahrgäste durch das Entkoppeln der Waggons in Sicherheit bringen, jedoch erlangt er die Kontrolle über die Lokomotive zu spät und der Mumbais Hauptbahnhof in wird beim Aufprall zerstört, nur Sonia überlebt in seinen Armen. Um auch Prateek zu retten, muss er an seiner Stelle im Spiel gegen Ra.One antreten. Nachdem er die ersten beiden Level überstanden hat, kommt es zum entscheidenden Duell, wo beide Gegner nur durch einen einzigen Schuss die Vernichtung des Anderen erzielen können. Ra.Ones Trick sich zu Verzehnfachen kann G.One in Erinnerung an Shekhars warnenden Spruch, dass sich der Schatten des Bösen sich niemals lösen wird, durchschauen, doch auch er wird dabei zerstört.
Ein halbes Jahr später, nach London zurückgekehrt, gelingt es Prateek, G.One zu rekonstruieren und zu materialisieren.

## Musik
Komponiert wurde der Soundtrack von dem Duo Vishal-Shekhar, für die Texte zeichneten Athaar Panchi, Vishal Dadlani und Rakesh Kumaar verantwortlich. Für die Item-Songs Criminal und Chammak Challo arbeiteten sie mit dem R&B-Sänger Akon zusammen, der diese in Englisch, Hindi und Tamil sang. Eigens für die Gesangsaufnahmen des Liedes Bhare Naina wurden die Prager Philharmoniker nach Indien eingeflogen.
| Titel                  | Sänger/in                                                            |
| ---------------------- | -------------------------------------------------------------------- |
| Right by Your Side     | Siddharth Coutto                                                     |
| Criminal               | Akon, Vishal Dadlani, Shruti Pathak                                  |
| Bhare Naina            | Vishal Dadlani, Shekhar Ravjiani, Nandini Shrikar                    |
| Dildaara (Stand by Me) | Shafqat Amanat Ali, Vishal Dadlani, Shekhar Ravjiani, Clinton Cerejo |
| Chammak Challo         | Akon, Hamsika Iyer                                                   |
| Raftaarein             | Vishal Dadlani, Shekhar Ravjiani                                     |

## Synchronisation
Die deutsche Synchronisation wurde anlässlich der DVD-Veröffentlichung am 1. Juni 2012 vom Kölner Filmlabel Rapid Eye Movies veranlasst. Im deutschen Fernsehen lief die deutsche Synchronfassung erstmals am 27. Oktober 2012 auf dem Pay-TV-Sender Passion.
Die Sprachaufnahmen entstanden im Synchronstudio Berliner Synchron nach einem Dialogbuch von Änne Troester unter der Dialogregie von Monica Bielenstein. Die Besetzung der Sprecher folgte weitestgehend dem Kontinuitätsprinzip, so erhielten nicht nur die in Hauptrollen agierenden indischen Stars Shah Rukh Khan, Kareena Kapoor und Arjun Rampal ihre Feststimmen Pascal Breuer, Shandra Schadt und Benjamin Völz, sondern auch Priyanka Chopra und Sanjay Dutt wurden in ihren Cameo-Auftritten erneut von Sonja Spuhl und Tilo Schmitz gesprochen.
| Darsteller      | Rolle                    | Synchronsprecher   |
| --------------- | ------------------------ | ------------------ |
| Shahrukh Khan   | Shekhar Subramaniam      | Pascal Breuer      |
| Kareena Kapoor  | Sonia S. Subramanium     | Shandra Schadt     |
| Armaan Verma    | Prateek                  | Jonas Frenz        |
| Arjun Rampal    | Ra.One                   | Benjamin Völz      |
| Tom Wu          | Akashi                   | Sven Hasper        |
| Shahana Goswami | Jenny Nayar              | Elisabeth von Koch |
| Satish Shah     | Onkel Iyer               | Tom Deininger      |
| Dalip Tahil     | Barron                   | Klaus Kowatsch     |
| Priyanka Chopra | Desi / Jungfrau in Nöten | Sonja Spuhl        |
| Sanjay Dutt     | Khalnayak                | Tilo Schmitz       |

## Kritik
„Mit Gesangs- und Tanzeinlagen gewürztes Star-Vehikel, das mit immensem Budget halb computeranimierte, halb reale, dabei stets quietschbunte Bollywood-Unterhaltung mit hohem Kitschfaktor kreiert.“